# Back to the Water Below
Back to the Water Below es el cuarto álbum de estudio del dúo de rock británico Royal Blood. Fue publicado el 1 de septiembre de 2023 a través de Warner Records. El material fue autoproducido por el dúo, presentando una mayor variedad musical que fue descrita por el baterista Ben Thatcher como una «montaña rusa».

## Concepto
En marzo de 2022, durante la etapa de conciertos por Typhoons, estrenaron el sencillo suelto «Honeybrains» donde su proceso de producción fue descrito como “espontáneo”, no superando un mes de trabajo desde su demo inicial. Meses después, fueron anunciados como teloneros de Muse en su gira por el Reino Unido de Will of the People.
Con la publicación del primer sencillo «Mountains at Midnight» en mayo de 2023, adelantaron que el nuevo álbum fue su forma de reintroducirse al público, mientras su sonido más directo fue resultado de los consejos de producción por Jack White y Rick Rubin, grabando todo el material en su estudio en Brighton. El título del álbum fue tomado de una letra presente en «Pull Me Through», el segundo sencillo promocional.

## Recepción
El álbum ha recibido reseñas generalmente positivas, con una del semanario NME describiéndolo como un «regreso» por el uso de distorsión en el bajo y percusión punzante en «Mountains at Midnight», como también resalta la inclusión de un piano ascendente en «The Firing Line» para contrastar con la temática solitaria. Una opinión similar destaca la revista Kerrang!, donde prioriza el escuchar el álbum antes de sacar prejuicios al dúo, esto en referencia a su criticada actuación meses antes en el Festival Big Weekend de BBC Radio 1.

## Lista de canciones
Todas las letras escritas por Mike Kerr, toda la música compuesta por Royal Blood. 
| N.º   | Título                       | Duración |  |
| 1.    | «Mountains at Midnight»      | 3:06     |  |
| 2.    | «Shiner in the Dark»         | 3:27     |  |
| 3.    | «Pull Me Through»            | 3:08     |  |
| 4.    | «The Firing Line»            | 3:22     |  |
| 5.    | «Tell Me When It's Too Late» | 2:44     |  |
| 6.    | «Triggers»                   | 2:55     |  |
| 7.    | «How Many More Times»        | 3:11     |  |
| 8.    | «High Waters»                | 2:45     |  |
| 9.    | «There Goes My Cool»         | 2:56     |  |
| 10.   | «Waves»                      | 3:48     |  |
| 31:28 |                              |          |  |

| Bonus track japonés |               |          |  |
| N.º                 | Título        | Duración |  |
| 11.                 | «Honeybrains» | 3:06     |  |
| 34:34               |               |          |  |

| Edición de lujo 7’’ |                         |          |  |
| N.º                 | Título                  | Duración |  |
| 11.                 | «Supermodel Avalanches» | 3:05     |  |
| 12.                 | «Everything’s Fine»     | 2:48     |  |
| 37:25               |                         |          |  |

## Créditos y personal
- Mike Kerr – Voz principal, bajo eléctrico, guitarra, teclados, piano, producción.
- Ben Thatcher – Batería, percusión, producción.
- Pete Hutchings – Ingeniería.
- Liam Hebb – Asistencia de ingeniería.
- Mark “Spike” Stent – Mezcla.
- Matt Cotton – Masterización.
- Matt Wolach – Asistencia de masterización.
- Tom Hobden – Viola, violín (10).
- Ian Burdge – Cello (10).

## Posicionamiento en listas
| Listas (2023)                         | Mejor posición |
| ------------------------------------- | -------------- |
| Alemania (Offizielle Top 100)         | 38             |
| Australia (ARIA Charts)               | 32             |
| Austria (Ö3 Austria)                  | 65             |
| Bélgica (Ultratop Flandes)            | 6              |
| Bélgica (Ultratop Wallonia)           | 10             |
| Escocia (Scottish Albums)             | 1              |
| España (Top 100 Álbumes)              | 64             |
| Estados Unidos (Top Hard Rock Albums) | 16             |
| Francia (SNEP)                        | 48             |
| Hungría (Top 40 slágerlista fizikai)  | 5              |
| Nueva Zelanda (Official Top 40)       | 17             |
| Países Bajos (Album Top 100)          | 19             |
| Portugal (AFP)                        | 16             |
| Reino Unido (UK Albums)               | 1              |
| Suiza (Schweizer Hitparade)           | 9              |